# HD 196885 Ab
HD 196885 Ab 또는 HD 196885 b는 최소 목성 질량의 2.96배에 이르는 외계 행성이다. 이 행성은 2005년 밸런타인 데이에 발견되었다.
어머니 항성 HD 196885 A는 분광형 F의 준거성으로, 우리 태양보다 더 뜨겁고 밝다. 이심률은 0.462로 많이 찌그러져 있으며, 가까워질 때는 약 1.24 천문단위로 지구 궤도보다 조금 더 먼 정도까지, 멀어질 때는 3.36 천문단위로 소행성대 거리까지 물러난다. 이 행성의 1년은 지구 시간으로 약 3.693년이다. 궤도의 모양 때문에 b는 전 행성에 걸쳐 행성의 1년 동안 극심한 기후 변화를 겪을 것으로 보인다.